# Йоганнес Маєр
Йоганнес Маєр (нім. Johannes Mayer; нар. 6 вересня 1893, Маріенфліс, Провінція Бранденбург — пом. 7 серпня 1963, Гамбург) — німецький офіцер часів Третього Рейху, генерал від інфантерії (1945) Вермахту. Один зі 160 кавалерів Лицарського хреста з Дубовим листям та мечами (1944).

## Біографія
Йоганнес Маєр народився 6 вересня 1893 у Маріенфліс у прусській провінції Бранденбург.
З початком Першої світової війни покинув навчання у Грайфсвальдському університеті на факультеті богослов'я та записався на фронт добровольцем до 3-ї піхотної дивізії. Бився на Західному фронті, брав участь у битві на Марні, пізніше на Східному фронті, в Македонії та в Румунії. У листопаді 1915 року присвоєне офіцерське звання лейтенант. Служив у 42-му піхотному полку. Наприкінці світового конфлікту отримав звання обер-лейтенант. За бойові заслуги був удостоєний Залізних хрестів обох ступенів.
Після капітуляції Німеччини залишився в лавах Рейхсверу, служив у піхотних частинах. У 1928 році підвищений до гауптмана. Залишив військову службу та пішов навчатися до Берлінського технічного університету, який закінчив із отриманням ступеня доктора економіки та інженера.
У 1932 році повернувся на військову службу. В 1937 прийнятий на навчання до військової академії в Потсдамі.
Напередодні Другої світової війни командир I-го піхотного батальйону 65-го піхотного полку в Дельменгорсті, оберст-лейтенант.
З початком війни на фронті, бився у Французькій кампанії, за що отримав планки до Залізних хрестів (нагородження вдруге). З лютого 1940 року командир 501-го полку 290-ї піхотної дивізії. У жовтні 1940 отримав чергове звання оберст.
З вторгненням до Радянського Союзу на північному фланзі сил вторгнення у складі групи армій «Північ». Бої в Прибалтиці, в районі Себежа, блокада Ленінграда.
У вересні 1941 нагороджений Лицарським хрестом Залізного хреста.
З березня 1942 — командир 329-ї піхотної дивізії VIII-го армійського корпусу, на чолі якої бився в районі Старої Русси, потім за Дем'янський котел. У квітні 1942 присвоєне чергове звання генерал-майор, а в лютому 1943 — генерал-лейтенант.
Командуючи дивізією протистояв спробам радянсьских військ прорвати фронт у Старорусській операції, пізніше — в Невельській операції.
13 квітня 1944 нагороджений дубовим листям до Лицарського хреста. В ході боїв у Прибалтійській операції дістав поранення та був евакуйований з Латвії до Німеччини.
23 серпня 1944 отримав мечі (№ 89) до Лицарського хреста.
Наприкінці року нетривалий час командир X-го армійського корпусу, з січня 1945 року — командир II-го армійського корпусу, що бився в Курляндському котлі.
1 квітня 1945 року підвищений у званні до генерала від інфантерії, але за станом здоров'я вивезений літаком до Німеччини та зарахований у резерв фюрера.

## Нагороди
Військова кар'єра
- 4 серпня 1914 — фанен-юнкер
- 5 листопада 1915 — лейтенант
- 1918 — оберлейтенант
- 1928 — гауптман
- 1935 — майор
- 1 жовтня 1937 — оберстлейтенант
- 1 жовтня 1940 — оберст
- 1 квітня 1942 — генерал-майор
- 1 лютого 1943 — генерал-лейтенант
- 1 квітня 1945 — генерал від інфантерії

- Залізний хрест
  - 2-го класу (24 серпня 1915)
  - 1-го класу (16 грудня 1916)
- Почесний хрест ветерана війни з мечами
- Медаль «За вислугу років у Вермахті» 4-го, 3-го, 2-го і 1-го класу (25 років)
- Застібка до Залізного хреста
  - 2-го класу (6 червня 1940)
  - 1-го класу (6 червня 1940)
- Штурмовий піхотний знак в сріблі
- Лицарський хрест Залізного хреста з дубовим листям і мечами
  - Лицарський хрест (13 вересня 1941)
  - Дубове листя (№453; 13 квітня 1944)
  - Мечі (№89; 23 серпня 1944)
- Медаль «За зимову кампанію на Сході 1941/42»
- Нагрудний знак «За поранення» в чорному
- Двічі відзначений у Вермахтберіхт (16 березня і 18 липня 1944)
- Нарукавна стрічка «Курляндія»